# Jaos
Jaos (Java on Active Object System) — попытка создать свободную виртуальную машину Java на основе системы Bluebottle, ядре, использующем активные объекты и язык программирования Oberon. Машина использует функции реального времени системы Bluebottle, такие как Сборка мусора, управление памятью и типы и таблицы методов. Использует GNU Classpath как стандартную библиотеку. Поддержка прекращена.